# Intervideo Film- és Videógyártó, Forgalmazó Kft.
A VHS videós korszak egyik meghatározó angol–magyar tulajdonban lévő filmkiadó vállalkozása volt a rendszerváltás környékén, amelyet az elsők között alakított egy Londonból hazatelepült magyar ékszerész, Kovács Mihály különböző állami vállalatok és magánzók tőkéjéből 1988 nyarán. A vezérigazgatói székbe üzlettársát, a Los Angelesből visszatért Fenyő Jánost ültette. Az ügyvezető igazgató Bartha Ferenc volt. A filmbeszerzést Havas Ágnes intézte, aki ma a Magyar Nemzeti Filmalap igazgatója Fenyő nem sokkal később leválasztotta a Vico-t a cégcsoportról és önálló videoforgalmazásba kezdett. A vállalkozás központja: 1125 Budapest, Mátyás király út 11/b. 1988. október 15-én jegyezték be. Tevékenységét 1992-ig folytatta.
InterVideo kölcsönzők polcain a Warner Bros./Rank/United Artist A-listás (James Bondok, Woody Allenek, Piszkos Harryk) és B-kategóriás (PIRANHA, PÉNTEK 13., Abel Ferrara's MS.45, WHITE OF THE EYE) katalóguscímei kínálgatták magukat. A  szórásba bekerültek brit Hammer horrorok és hongkongi Shaw Brothers kungfuk warneres változatai is.
1990 folyamán a forgalmazó összeállt az Andy Vajna féle Intercommal, és közösen megalapították VIDEA Kft.-t (a cég az InterVideo telephelyére volt bejegyezve). A VIDEA többek közt Vajna hollywoodi érdekeltségébe tartozó Carolco Pictures filmjeit hozta ki videón Magyarországon.
A Warner utáni időszakban leszállóágba került a cég: titkos fegyvere Nico Mastorakis és az Omega Entertainment filmjei voltak.
Az Intervideonak olyan versenytársai voltak mint a VICO, MOKÉP, TELEVIDEO, HUNGAROFILM,  Guild Home,  Videorent, UIP-Dunafilm, Intercom, ZOOM, Flamex, Drive in 2000.
Saját kölcsönzőkel rendelkeztek: Budapesten a Lenin körút 22 (központi kölcsönző), Mártírok útja 35-37,  valamint a Váci utca 34 alatt. Egy kazetta kölcsönzési díja 80-120 Ft+ÁFA volt. Szegeden a Tisza Lajos krt sarkán egy mai könyvesbolt helyén volt kölcsönzőjük. Összesen tizennégy kölcsönzőjük volt. Méretét jól illusztrálja, hogy 1992 februárjában már 900 kiadott filmmel rendelkezett, ennél nagyobb vállalkozás csak a legendás múlttal rendelkező MOKÉP volt abban az időben. A Classic sorozat 80 címmel kimondottan régi sikerfilmet tartalmazott. Ezeket persze nem tudták szinkronizálni, szerényebb borítót kapnak, nem volt külön reklámjuk. A többi filmet főleg Warner/UA több mint háromezer címből álló katalógusából válogatták. Az Intervideo kizárólagos szerződést kötött a Warner Brothersszel a teljes katalógus magyarországi videós forgalmazására. Ezeket sem tudták minden esetben szinkronizálni, angol nyelvű eredeti borítót kaptak, amelynek előlapjára egy fecnin kiírták szinkronizált vagy feliratos a kazetta, valamint hátlapjára írógéppel készített gyenge  minőségű magyar ismertetőt raktak. A jelmondat az volt, hogy: „Minden nap egy új film.”
Az ANNO sorozatban átvették a Magyar Filmintézettől a háború előtti magyar filmek jelentős részét.
Intervideo által kiadott szinkronos filmek:
1. Őfelsége kapitánya
2. Aki szelet vet
3. Pénzt vagy életet!
4. Hé barátom, itt van Sabata!
5. A bagdadi tolvaj
6. Hárman a slamasztikában
7. Gyilkos bolygó
8. Vigyázat, Vadnyugat!
9. Egy marék dinamit
10. A Jó, a Rossz és a Csúf
11. Rocky
12. Bűnvadászok
13. Rendőrakadémia
14. Rendőrakadémia 2.
15. Rendőrakadémia 3.
16. Rain Man - Esőember
17. Veszedelmes viszonyok
18. Batman 1.: Batman
19. James Bond 16.: A magányos ügynök
20. Országúti diszkó
21. Kincsvadászok
22. Rendőrakadémia 4.
23. Rendőrakadémia 5.
24. Halálos fegyver 2.
25. Tango és Cash
26. Arthur
27. Nyomás utána!
28. Rózsaszín Párduc 1.: A Rózsaszín  Párduc
29. A 633-as repülőszázad
30. Mi újság, cicamica?
31. A hosszú párbaj
32. A mestergyilkos
33. Carrie
34. Rózsaszín Párduc 4.: A Rózsaszín  Párduc újra lecsap
35. Rózsaszín Párduc 5.: A Rózsaszín  Párduc bosszúja
36. Benjamin közlegény
37. Péntek 13.
38. A félelem galaxisa
39. Az ember, aki tudta a jövőt
40. Szfinx
41. A NIMH titka
42. Éjszakai műszak
43. Rózsaszín Párduc 6.: A Rózsaszín  Párduc nyomában
44. Szárnyas fejvadász
45. Tűzróka
46. James Bond 13.: Polipka
47. Kockázatos üzlet
48. Őrült szerelem
49. Kötéltánc
50. Szörnyecskék
51. Bikinivadászok
52. James Bond 14.: Halálvágta
53. Kémek, mint mi
54. Mad Max 3.
55. Rocky IV.
56. Egy őrült nyár
57. Halálhágó
58. Kobra
59. Vadmacskák
60. Veszélyes terepen
61. A szél
62. Belevaló fickók
63. Betörő
64. Halálos fegyver
65. James Bond 15.: Halálos rémületben
66. Rémálom az Elm utcában 3. - Az  álomharcosok
67. Túlélő
68. A bökkenő
69. A Bourne-rejtély
70. A tigris visszatér
71. Arthur 2.
72. Az utolsó csepp
73. Beetlejuice - Kísértethistória
74. Nagymama háza
75. Nico
76. Ninja akadémia
77. Piszkos Harry 5.: Holtbiztos tipp
78. Rambo 3.
79. Rémálom délben
80. A könyörtelen
81. A vér szava
82. Átlátnok
83. Bibis alibi
84. Cookie
85. Halállista
86. Halálos nyugalom
87. Koko-Cowboy
88. Nincs irgalom
89. Rózsaszín Cadillac
90. Sötétkamra
91. Tökéletes tanú
92. A bűn vonzásában
93. Bérgyilkos
94. Jéghideg éjszaka, forró lány
95. Joe és a vulkán
96. Lisa
97. Nagymenők
98. Szörnyecskék 2. - Az új falka
99. Kaliforniai Casanova
100. Halálsziget
101. Legyőzhetetlenek
102. Áruló fotók

Intervideo által kiadott feliratos filmek:
1. Akasszátok  magasabbra
2. Fantomkép
3. A vérkő
4. A nagymama háza
5. Elefántagyarak
6. Halál a fűben
7. Mad Max

Intervideo által kiadott magyar filmek: